# Бендер II
Бенде́ры-2 — станция и один из двух железнодорожных вокзалов в Бендерах. Главный вокзал города. Действует в дальнем сообщении. Станция относится к Приднестровской железной дороге.

## История
С 2006 года на территории станции МЖД открыла свою станцию — так называемую «Бендеры-3». Эта станция является предметом спора между ПЖД и МЖД, так как все, что располагается за так называемым входным светофором, относится к собственности Приднестровской железной дороги. Но с другой стороны, станция «Бендеры-3» прилегает к землям села Варница, которое находится под юрисдикцией Республики Молдова. Это уже считается Зоной безопасности, поэтому любые строительные действия на данном участке должны быть согласованны с Объединённой контрольной комиссией. Со станции отправляются только пригородные дизель-поезда до Кишинева.
- 065 Москва — Кишинёв (РЖД)
- 066 Кишинёв — Москва (РЖД)
- 642 Кишинёв — Одесса (МЖД)
- 641 Одесса — Кишинёв (МЖД)

## Галерея

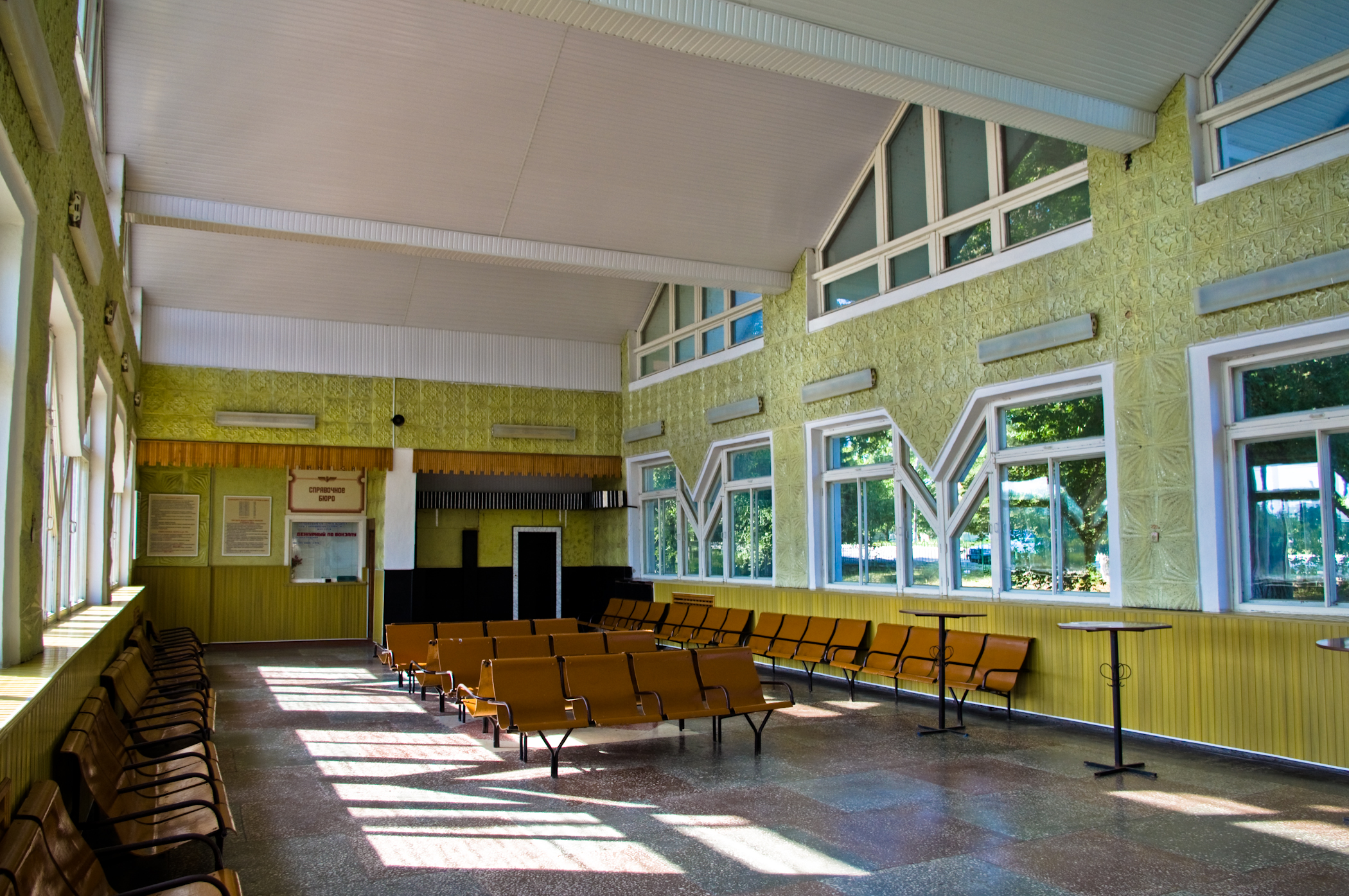
Зал ожидания
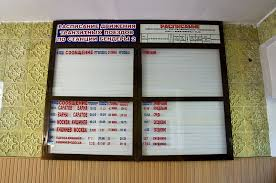
Расписание поездов
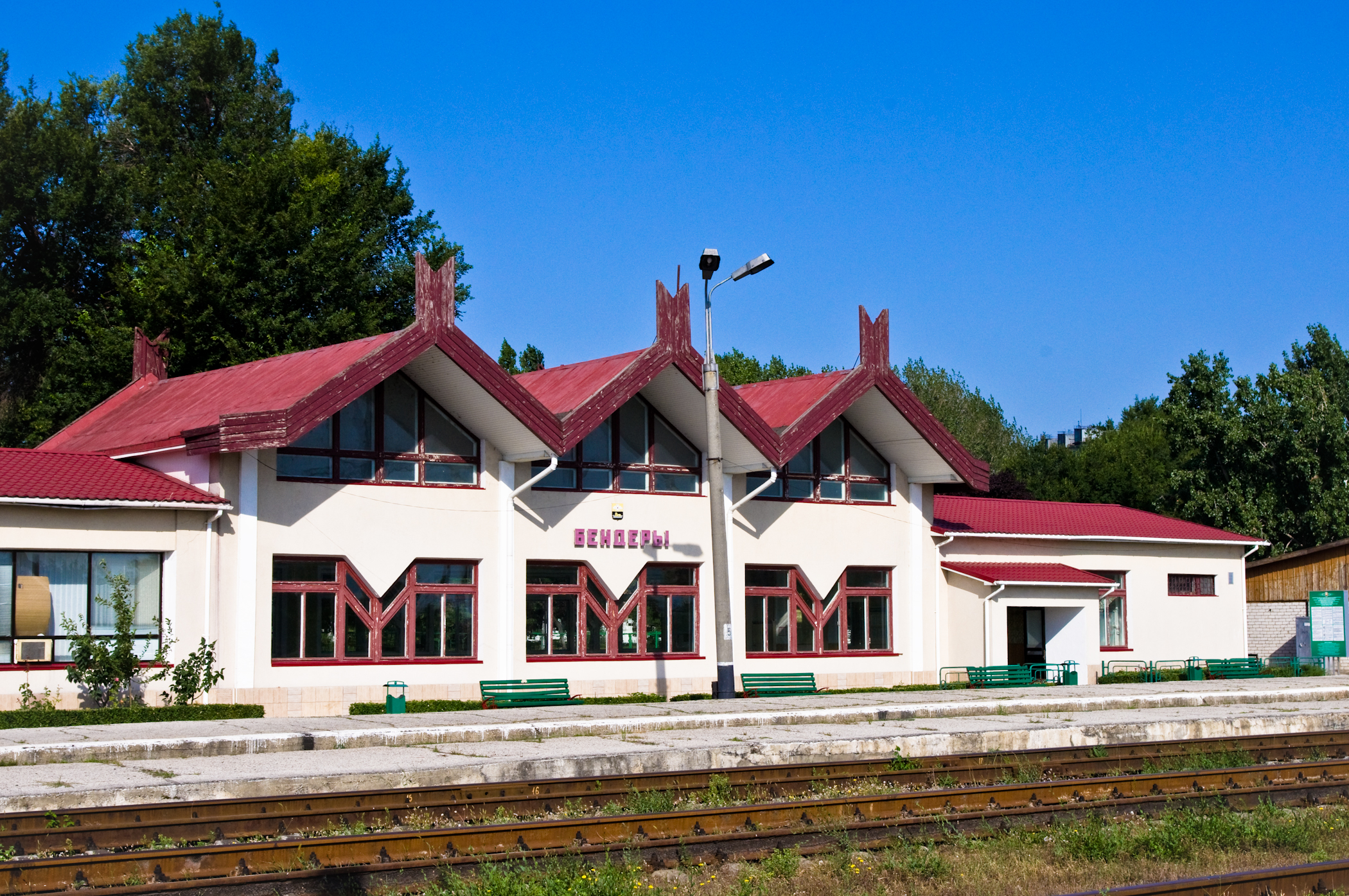
Станция
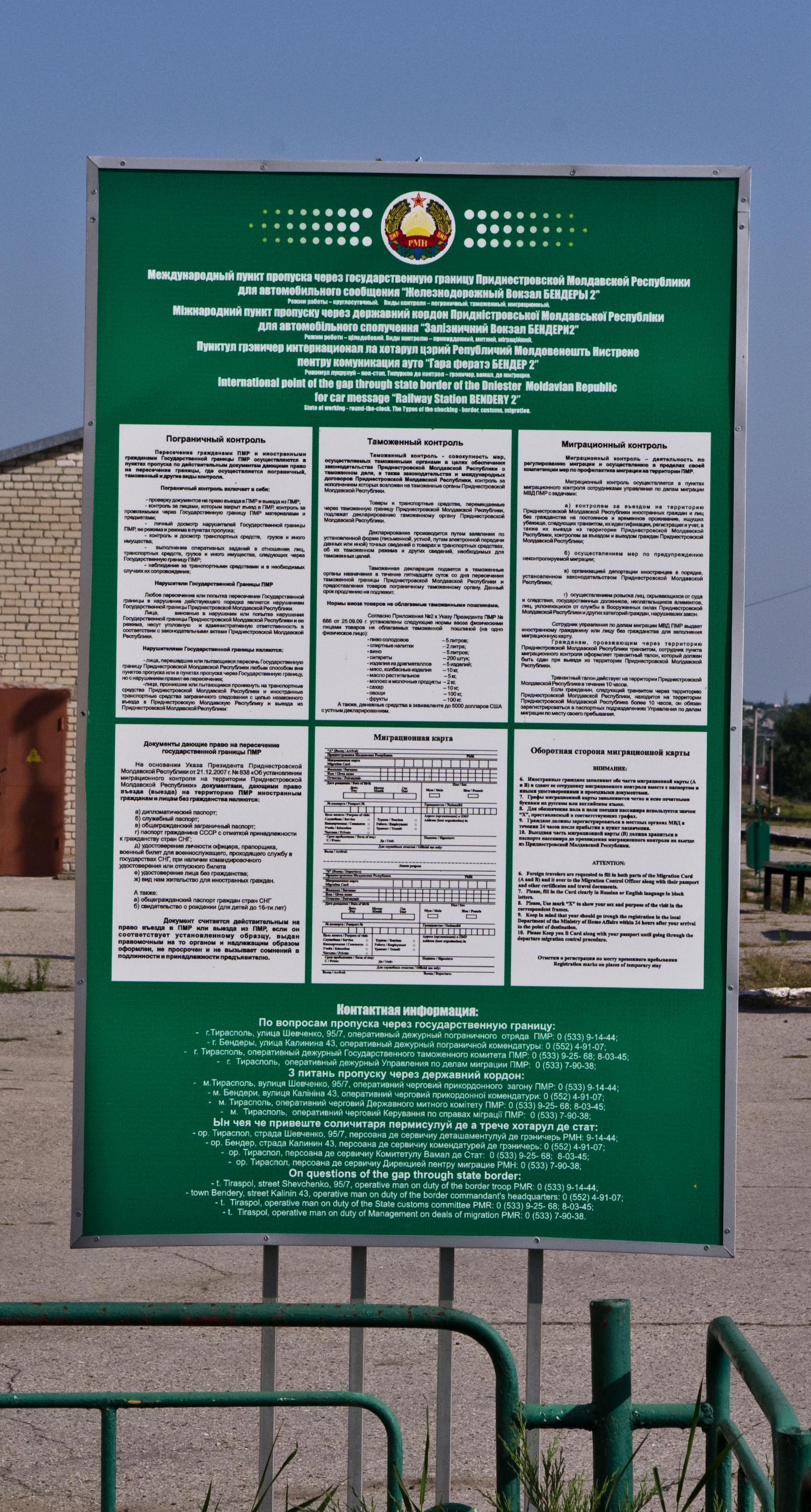
Информационный щит